# Hugh Ivan Gramatzki

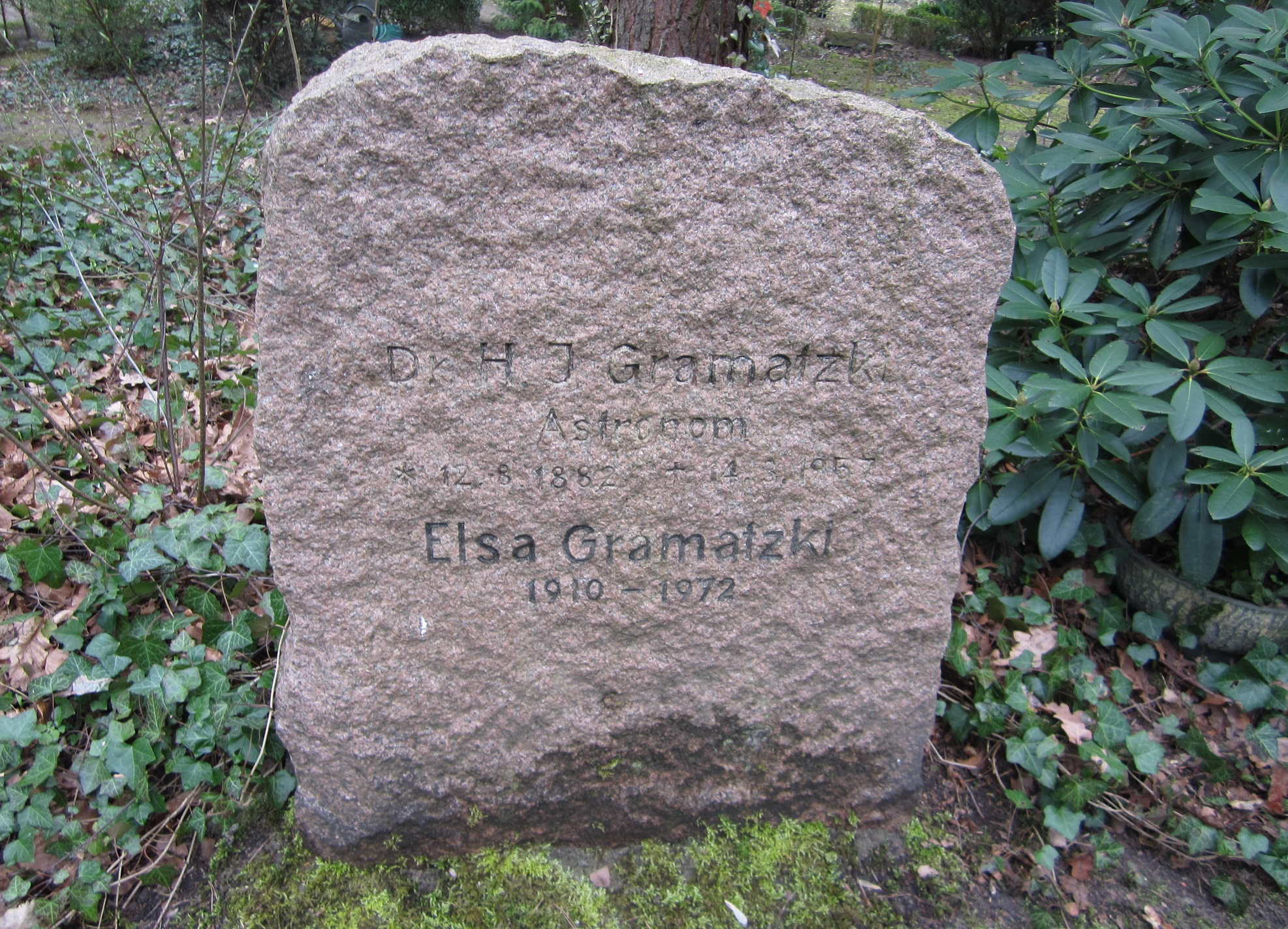
Grab von Gramatzki auf dem Friedhof Kleinmachnow

Hugh Ivan „John“ Gramatzki (* 12. August 1882 in Shillong (Indien); † 14. März 1957 in Kleinmachnow bei Berlin) war ein deutscher Astronom/Astrophysiker, Konstrukteur, Unternehmer und Autor.

## Leben
Gramatzkis aus Ostpreußen stammender Vater Emil Ludwig Gramatzki (1838–98) arbeitete als Ingenieur für die Verwaltung von Shillong in Indien. Seine Mutter war Martha Catharina Gramatzki, geb. Hensel.
Wegen des Berufs seines Vaters verlebte Gramatzki seine Jugendzeit bis 1896 in Indien. Nach seiner Rückkehr nach Deutschland ging er in München auf das Gymnasium. Er studierte bis 1907 naturwissenschaftliche Fächer an der Technischen Hochschule Karlsruhe, wurde Ingenieur und diente im Ersten Weltkrieg als Marineoffizier.
Bereits während des Ersten Weltkriegs schrieb er Romane und Novellen. Hinzu kam nach dem Krieg das Verfassen von Drehbüchern für den Film sowie ab 1923 populärwissenschaftliche Radiosendungen zur Astronomie. 1929 erschien sein letztes Prosawerk.
1922 gründete Gramatzki zusammen mit Otto und Bielicki die Astro-Gesellschaft Bielicki & Co („Astro-Berlin“), die astronomische Instrumente und Objektive für Film- und Still-Kameras produzierte. In Kleinmachnow stand ihm eine Privatsternwarte zur Verfügung. Trotz Zerfall der 1921 gegründeten „Gesellschaft der Liebhaberastronomen“ leitete Gramatzki deren Berliner Ortsgruppe als „Berliner Astronomische Vereinigung“ (aka „Gramatzki-Gesellschaft“) weiter. Von 1922 bis 1933 veröffentlichte er acht Aufsätze in der Fachzeitschrift Astronomische Nachrichten. 1928 erschien sein erstes Buch zur astronomischen Beobachtung.
1932 heiratete er in Berlin Elsa Suchland. In den 1930er Jahren wandte Gramatzki sich zunehmend der Astrofotografie und der Photometrie zu – ein Bereich, in dem er 1937 promoviert wurde. Nach dem Zweiten Weltkrieg arbeitete Gramatzki als freier Mitarbeiter der (Ostberliner) Deutschen Akademie der Wissenschaften.
Gramatzki, „der dichtende Physiker“, galt den in den 1950er Jahren nach Kleinmachnow Zugezogenen als „[v]errückter Außenseiter“, der jedoch zur Bekanntheit seines Heimatorts beitrug. Gramatzki starb 1957 mit 74 Jahren in Kleinmachnow. Er wurde auf dem dortigen Waldfriedhof begraben.

## Künstlerisch-mediales Wirken
Von Gramatzki stammen die Romane Der Kristall (1916 oder 1917) und Elavalill. Der Himmelsfahrer (1923). Das Filmportal weist vier von ihm verfasste Film-Drehbücher aus: Das Todestelefon (1918), Wie das Schicksal spielt (1919), Die Frau im Delphin oder 30 Tage auf dem Meeresgrund (1920) und Das Geheimnis von Schloß Totenstein (1920). Gramatzki veröffentlichte 1929 das Buch Das weiße Tier über seine Kindheit in Indien (1929).
Teilweise nutzte er die Pseudonyme „Jan Gramatzki“ und „Ivan Gramatzki“ (Jan und auch Ivan etymologisch = John bzw. Johannes).
Gramatzki verfasste 1923 einige der ersten deutschen populärwissenschaftlichen Radiobeiträge. Er behandelte dabei astronomische Themen, zu denen (im Sinne eines frühen Multimedia) teilweise vorab Illustrationen in den einschlägigen Rundfunk-Programmheften erschienen.
Gramatzki war ein guter Klavierspieler, der auch Konzerte gab; er war zeitweise 2. Vorsitzender einer Richard-Wagner-Gesellschaft.

## Wissenschaftliches Wirken

Von Gramatzki erfundener Transfokator mit beweglichem Linsenelement „B“

Gramatzki arbeitete in mehreren wissenschaftlich-technischen Bereichen. Ausgehend von seinem Interesse an der Astronomie entstanden zunächst zwei empirische Arbeiten zu Helligkeitsschwankungen des Polarsterns (1922) und zur spektroskopischen Bestimmung der effektiven visuellen Wellenlängen der helleren Fixsterne (1924), für die er ein neues Messinstrument konstruierte.
Bald rückten jedoch eher theoretische Arbeiten in den Mittelpunkt, die in die astrophysikalischen Auseinandersetzungen um die Deutung der Verschiebung von Spektrallinien durch (Dopplereffekte) eingriffen (1924, 1925) und sich mit der Wahrscheinlichkeit der Beobachtbarkeit von Doppelstern-Systemen beschäftigten (1928). Schließlich entwickelte Gramatzki eine „Nicht-archimedische Mathematik“, die als Grundlage einer neuen Mechanik und Physik sollte genutzt werden können (1928). In der nicht-archimedischen Mathematik gilt das Archimedische Axiom nicht, dennoch wurden eine Reihe von Ergebnissen der Einstein’schen Relativitätstheorie – auf dieser alternativen Grundlage – rekonstruiert. Den Abschluss dieser Überlegungen bildete ein Artikel in der Zeitschrift für Astrophysik, der 1934 eine Methode entwarf, wie unterschieden werden kann, ob die Verschiebung der Spektrallinien entfernter Galaxien auf dem Dopplereffekt beruht oder auf einer Abnahme der Lichtgeschwindigkeit mit der Zeit. Für den Zeitraum von 1921 bis 1932 sind mindestens fünf Briefe von Gramatzki an Albert Einstein in dessen Unterlagen dokumentiert.
In den 1930er Jahren verschob sich das wissenschaftliche Interesse Gramatzkis wieder auf stärker empirisch-technische Fragen, insbesondere auf die astronomische Fotografie (Astrofotografie) der Planeten (1930, 1933, 1937). In diesem Zusammenhang korrespondierte er u. a. Anfang der 1930er Jahre mit dem Erfinder der Schmidtkamera, Bernhard Schmidt. Gramatzki machte die Erfindung Schmidts in einem Artikel in der Deutschen Allgemeinen Zeitung 1931 dem breiten Publikum mit lobenden Worten bekannt.
Schließlich wurde Gramatzki 1937 mit einer Arbeit Zur Technik der photographischen Photometrie der Planetenoberfläche von der Mathematisch-Naturwissenschaftlichen Fakultät der Friedrich-Wilhelms-Universität zu Berlin – er war damals bereits Mitte fünfzig – promoviert.
Für beobachtende Astronomen und andere „Praktiker“ schrieb Gramatzki mehrere, teilweise einführende Handbücher. Die Bücher folgten seinen wissenschaftlichen Interessen: 1928 ein Leitfaden der astronomischen Beobachtung, 1930 ein Hilfsbuch der astronomischen Photographie, 1933 ein spezifischeres Werk zur Planeten-Fotografie. Schließlich überarbeitete er 1948 das von Paul Hatschek begründete Handbuch Optik für den Praktiker.
Als Konstrukteur schuf Gramatzki lichtstarke Photo- und Projektionsobjektive. Unter anderem konstruierte er 1928 einen Transfokator (britisches Patent Nr. 449434), ein Objektiv mit veränderlicher Brennweite, das als Vorläufer der modernen Zoomobjektive gilt. Der Transfokator besteht aus drei Linsen und wurde als Vorsatzlinse für Kameraobjektive von Siemens produziert.
1953 wurde Gramatzki in die deutsche Astronomische Gesellschaft aufgenommen. Das drei Jahre vor Gramatzkis Tod 1954 erschienene Fachbuch „Probleme der konstruktiven Optik und ihre mathematischen Hilfsmittel“ entwickelt u. a. eine Theorie der Zoomobjektive.

## Werke

### Romane und Novellen
- Der Kristall. Roman. Lehman, Berlin 1917.[14]
- Elavalill, der Himmelsfahrer. Roman. Pyramiden-Verlag, 1923.[15]
- Das weisse Tier. Erlebnisse eines deutschen Knaben im Vorlande von Tibet. Illustrationen und Einband von Georg Walter Rößner. Schaffstein, Köln 1929.[16]

### Wissenschaftliche Veröffentlichungen
- Der Lichtwechsel von Polaris. In: Astronomische Nachrichten. 217(23), 1922, S. 453–458. doi:10.1002/asna.19222172303.
- Dopplereffekt und ballistische Theorie des Lichtes. In: Astronomische Nachrichten. 223(8), 1924, S. 135–136. doi:10.1002/asna.19242230806.
- Die visuellen effektiven Wellenlängen der helleren Fixsterne. Gemessen mit Hilfe eines neuen Mikrometes nach der Gittermethode. In: Astronomische Nachrichten. 222(19), 1924, S. 149–156. doi:10.1002/asna.19242221003.
- Dopplereffekt und ballistische Theorie des Lichtes. Erwiderung auf Herrn M. LaRosas Entgegnung (AN 223.293). In: Astronomische Nachrichten. 224(15), 1925, S. 247–252.
- Über die geometrische Sichtbarkeitswahrscheinlichkeit von Bedeckungsveränderlichen und ihre Bedeutung für die Statistik auch der δCephei-Veränderlichen. In: Astronomische Nachrichten. 233(7), 1928, S. 103–108. doi:10.1002/asna.19282330703.
- Über eine Nicht-Archimedische Mathematik als Grundlage einer neuen Mechanik und Physik (Limitentheorie). 234(2), 1928, S. 17–32. doi:10.1002/asna.19282340202.
- Leitfaden der astronomischen Beobachtung. Dümmlers, Berlin 1928.
- Über die theoretische Möglichkeit eines anomalen Dopplereffektes.. In: Astronomische Nachrichten. 235(4), 1929, S. 103–106. doi:10.1002/asna.19292350403.
- Hilfsbuch der astronomischen Photographie. Dümmler, Berlin 1930.
- Photographische Beobachtungen des Planeten Jupiter. In: Astronomische Nachrichten. 249(18), 1933, S. 309–314. doi:10.1002/asna.19332491802.
- Zur Technik der photographischen Photometrie der Planetenoberflächen. Inaugural-Dissertation zur Erlangung der Doktorwürde genehmigt von der Mathematisch-Naturwissenschaftlichen Fakultät der Friedrich-Wilhelms-Universität zu Berlin. Dümmler, Berlin 1937.
- Planetenphotographie. Dümmler, Berlin 1937.
- P. Hatschek: Optik für den Praktiker. Neubearbeitet von Hugh John Gramatzki. 2. Auflage. Knapp, Halle (Saale) 1948.
- Probleme der konstruktiven Optik und ihre mathematischen Hilfsmittel. Akademie, Berlin 1954.
- Über philosophische Fragen der modernen Physik. In: Deutsche Zeitschrift für Philosophie. 3, 1955, S. 242–246.